# Agamennone
Agamennone (in greco antico: Ἀγαμέμνων?, Agamèmnōn, "molto determinato") è una delle figure più importanti della mitologia greca, re dell'Argolide e capo supremo degli Achei nella guerra di Troia. Figlio del re Atreo di Micene (o Argo) e della regina Erope, era inoltre il fratello di Menelao e cugino di Egisto. Divenne a sua volta re di Micene e sposò Clitennestra, sorella di Elena. Dalla loro unione nacquero almeno quattro figli: Elettra, Ifigenia, Crisotemi e Oreste, a cui alcuni aggiungono Ifianassa e Laodice, che i più considerano due nomi alternativi per Ifigenia ed Elettra.

## Origini
Secondo la tradizione più accettata, Agamennone era figlio di Atreo e di Erope e fratello maggiore di Menelao e Anassibia. Suo padre aveva sposato Erope dopo che la sua prima moglie, Cleola, era morta dando alla luce un figlio malato, Plistene.
La leggenda racconta come Atreo e il suo gemello Tieste fossero divenuti acerrimi nemici, oltre che rivali; i due fratelli, infatti, si contendevano il trono di Micene.
La loro feroce ostilità aveva raggiunto il culmine quando Atreo aveva attirato Tieste con l'inganno proponendogli la cessazione della contesa, la spartizione del regno e l'allestimento a palazzo di un banchetto che doveva suggellare la pace ritrovata.
Durante il banchetto però, Atreo servì al fratello, ignaro, la carne dei suoi stessi figli Orcomeno, Aglao e Callileonte. Tieste, furioso, cercò i figli di Atreo per consumare su di loro la sua vendetta, ma i due ragazzi, Agamennone e Menelao (Atridi perché discendenti da Atreo), erano riusciti a fuggire con l'aiuto di un servo ed erano riparati a Sparta. Qui vissero alla corte del re Tindaro, con i suoi figli e sotto la sua protezione.
Successivamente, Agamennone riconquistò il trono di Micene e, dopo averne ucciso il primo marito, sposò Clitemnestra che era figlia di Tindaro, sorella di Elena di Troia e dei mitici gemelli Castore e Polluce. Su Micene regnò fino a quando morì accoltellato per mano della moglie Clitemnestra e del cugino Egisto.

### Genealogia
|  |  |           |           |           |           |           |           |           |           |           |           |           |           |          |          |       |       |            |            | Tantalo    |            |            |            |        |        |              |              |              |              |              |              |        |        |           |           |           |           |           |           |         |         |         |         |  |  |  |  |
|  |  |           |           |           |           |           |           |           |           |           |           |           |           |          |          |       |       |            |            |            |            |            |            |        |        |              |              |              |              |              |              |        |        |           |           |           |           |           |           |         |         |         |         |  |  |  |  |
|  |  |           |           |           |           |           |           | Ippodamia | Ippodamia | Ippodamia | Ippodamia | Ippodamia | Ippodamia |          |          |       |       |            |            | Pelope     | Pelope     | Pelope     | Pelope     | Pelope | Pelope |              |              |              |              |              |              |        |        |           |           |           |           |           |           |         |         |         |         |  |  |  |  |
|  |  |           |           |           |           |           |           | Ippodamia | Ippodamia | Ippodamia | Ippodamia | Ippodamia | Ippodamia |          |          |       |       |            |            | Pelope     | Pelope     | Pelope     | Pelope     | Pelope | Pelope |              |              |              |              |              |              |        |        |           |           |           |           |           |           |         |         |         |         |  |  |  |  |
|  |  |           |           |           |           |           |           |           |           |           |           |           |           |          |          |       |       |            |            |            |            |            |            |        |        |              |              |              |              |              |              |        |        |           |           |           |           |           |           |         |         |         |         |  |  |  |  |
|  |  |           |           |           |           |           |           |           |           |           |           |           |           |          |          |       |       |            |            |            |            |            |            |        |        |              |              |              |              |              |              |        |        |           |           |           |           |           |           |         |         |         |         |  |  |  |  |
|  |  |           |           |           |           | Erope     | Erope     | Erope     | Erope     | Erope     | Erope     |           |           | Atreo    | Atreo    | Atreo | Atreo | Atreo      | Atreo      |            |            |            |            |        |        |              |              |              |              | Tieste       | Tieste       | Tieste | Tieste | Tieste    | Tieste    |           |           | Pelopia   | Pelopia   | Pelopia | Pelopia | Pelopia | Pelopia |  |  |  |  |
|  |  |           |           |           |           | Erope     | Erope     | Erope     | Erope     | Erope     | Erope     |           |           | Atreo    | Atreo    | Atreo | Atreo | Atreo      | Atreo      |            |            |            |            |        |        |              |              |              |              | Tieste       | Tieste       | Tieste | Tieste | Tieste    | Tieste    |           |           | Pelopia   | Pelopia   | Pelopia | Pelopia | Pelopia | Pelopia |  |  |  |  |
|  |  |           |           |           |           |           |           |           |           |           |           |           |           |          |          |       |       |            |            |            |            |            |            |        |        |              |              |              |              |              |              |        |        |           |           |           |           |           |           |         |         |         |         |  |  |  |  |
|  |  |           |           |           |           |           |           |           |           |           |           |           |           |          |          |       |       |            |            |            |            |            |            |        |        |              |              |              |              |              |              |        |        |           |           |           |           |           |           |         |         |         |         |  |  |  |  |
|  |  | Anassibia | Anassibia | Anassibia | Anassibia | Anassibia | Anassibia |           |           | Menelao   | Menelao   | Menelao   | Menelao   | Menelao  | Menelao  |       |       | Agamennone | Agamennone | Agamennone | Agamennone | Agamennone | Agamennone |        |        | Clitennestra | Clitennestra | Clitennestra | Clitennestra | Clitennestra | Clitennestra |        |        | Egisto    | Egisto    | Egisto    | Egisto    | Egisto    | Egisto    |         |         |         |         |  |  |  |  |
|  |  | Anassibia | Anassibia | Anassibia | Anassibia | Anassibia | Anassibia |           |           | Menelao   | Menelao   | Menelao   | Menelao   | Menelao  | Menelao  |       |       | Agamennone | Agamennone | Agamennone | Agamennone | Agamennone | Agamennone |        |        | Clitennestra | Clitennestra | Clitennestra | Clitennestra | Clitennestra | Clitennestra |        |        | Egisto    | Egisto    | Egisto    | Egisto    | Egisto    | Egisto    |         |         |         |         |  |  |  |  |
|  |  |           |           |           |           |           |           |           |           |           |           |           |           |          |          |       |       |            |            |            |            |            |            |        |        |              |              |              |              |              |              |        |        |           |           |           |           |           |           |         |         |         |         |  |  |  |  |
|  |  |           |           |           |           |           |           |           |           |           |           |           |           |          |          |       |       |            |            |            |            |            |            |        |        |              |              |              |              |              |              |        |        |           |           |           |           |           |           |         |         |         |         |  |  |  |  |
|  |  |           |           |           |           |           |           |           |           | Ifigenia  | Ifigenia  | Ifigenia  | Ifigenia  | Ifigenia | Ifigenia |       |       | Oreste     | Oreste     | Oreste     | Oreste     | Oreste     | Oreste     |        |        | Elettra      | Elettra      | Elettra      | Elettra      | Elettra      | Elettra      |        |        | Crisotemi | Crisotemi | Crisotemi | Crisotemi | Crisotemi | Crisotemi |         |         |         |         |  |  |  |  |

## Alla Guerra di Troia

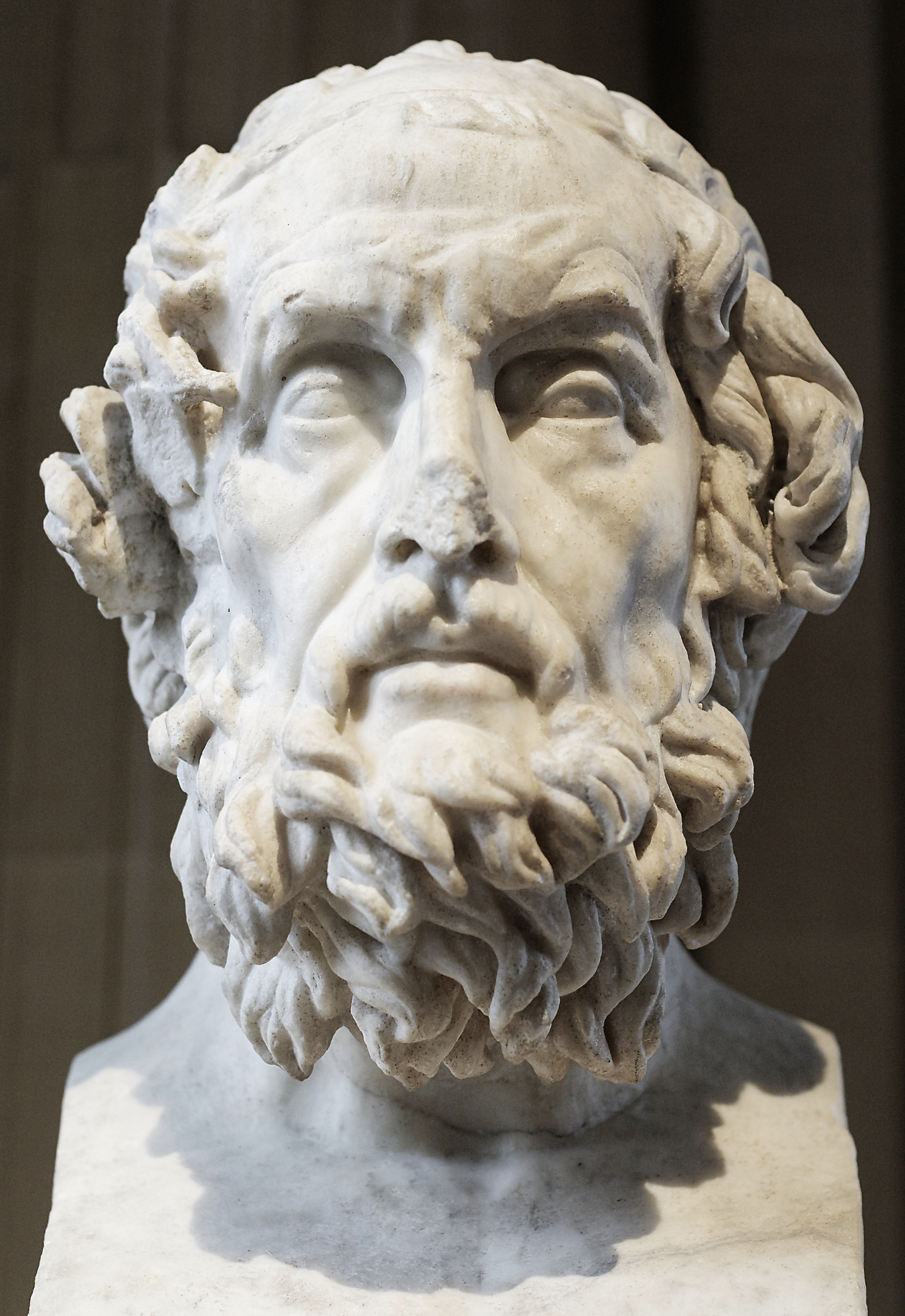
Louvre, Omero, l'oggetto della questione omerica.
Il proemio.
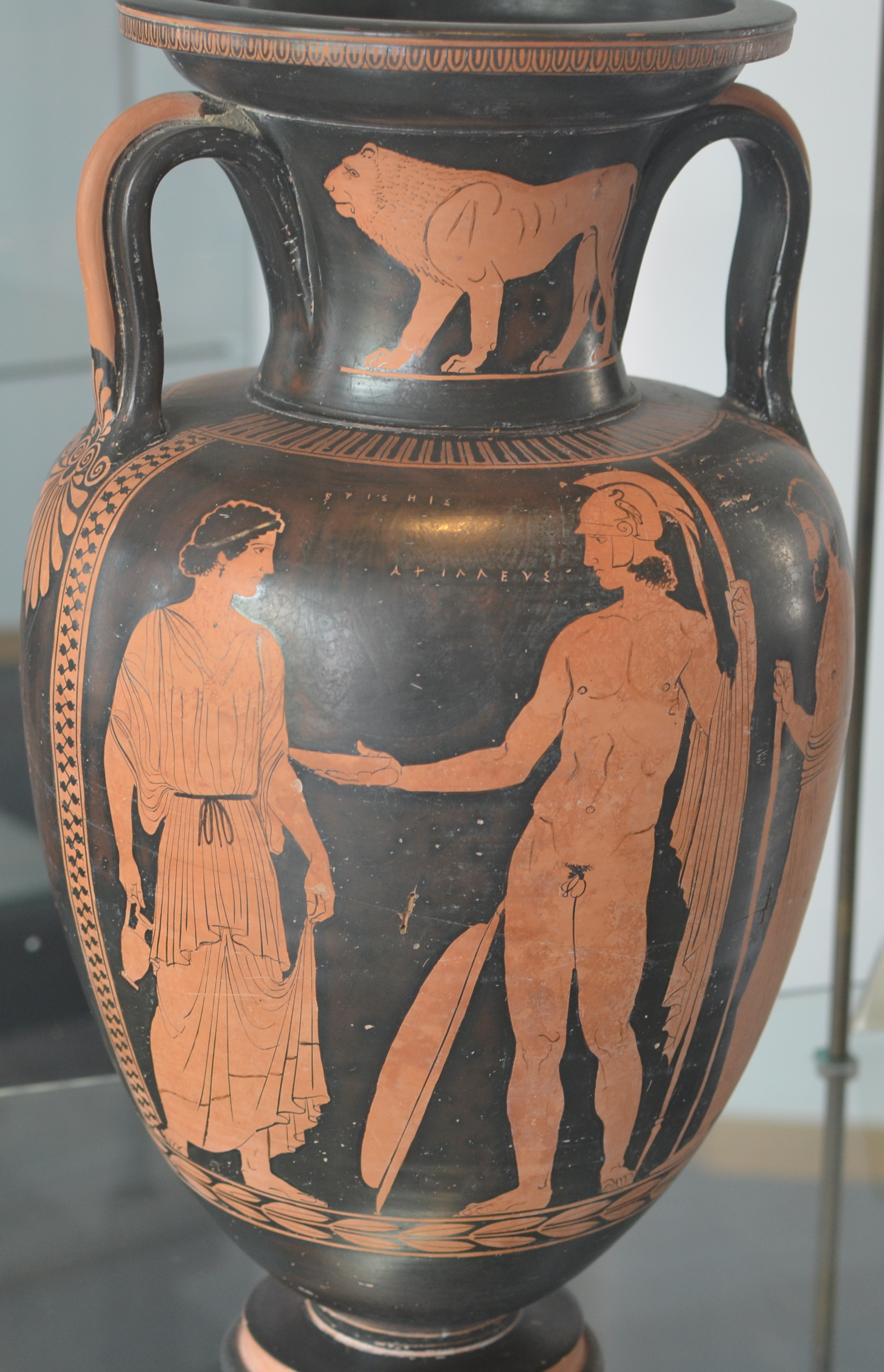
Achille e Briseide, vaso greco del cosiddetto "Pittore di Berlino della ballerina", Museo Provinciale Sigismondo Castromediano, Lecce.
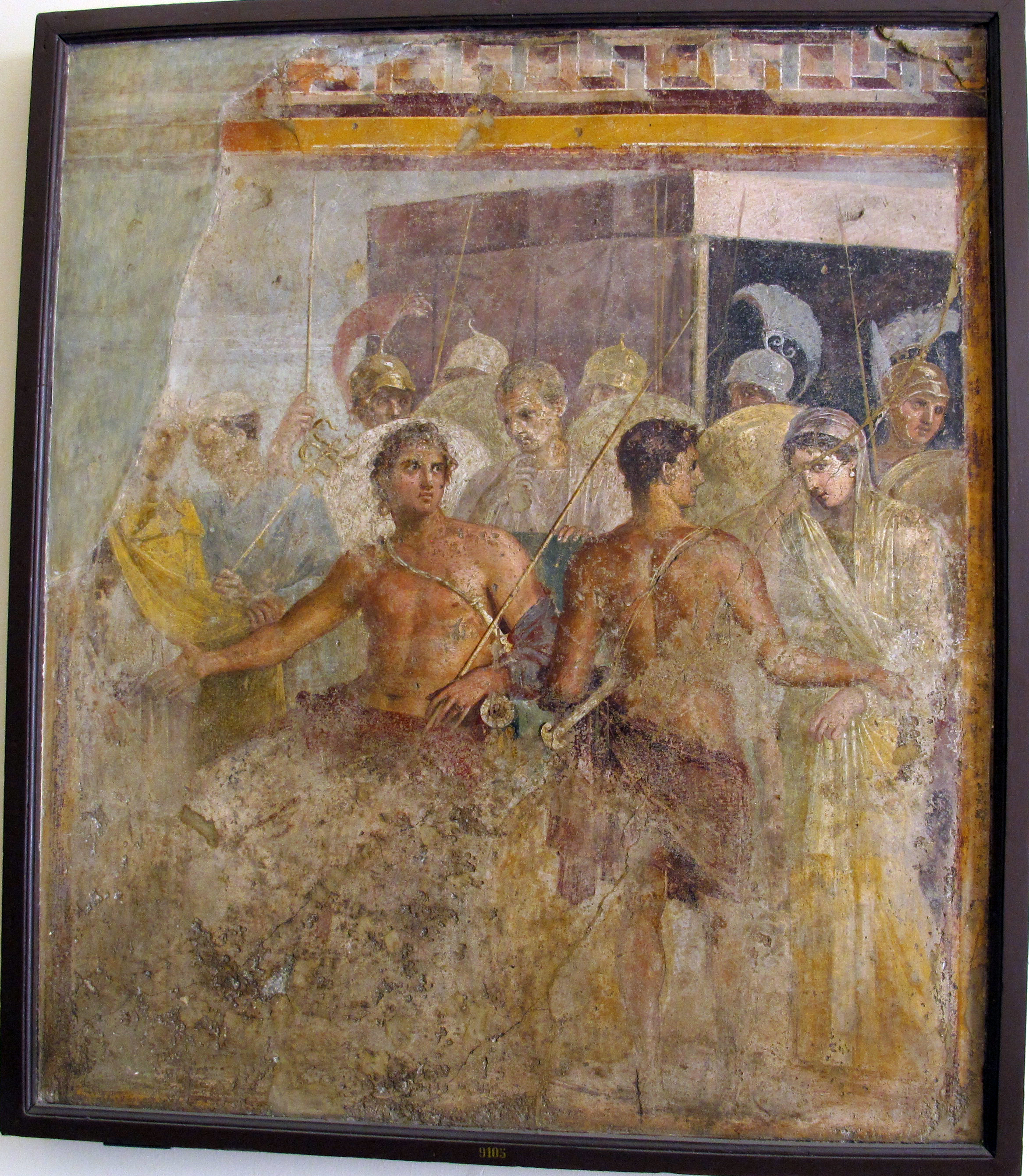
Affresco romano antico, Achille è costretto a cedere Briseide ad Agamennone, Museo Archeologico (Napoli).

La guerra di Troia è raccontata nei ventiquattro canti dell'Iliade di Omero.

L'opera non è una fonte storica, ma un poema epico che riporta la leggenda, cantata fino a quel momento e tramandata a voce dagli aedi, e riferentesi a vicende già antiche di 300 o 400 anni. Lo stesso Omero (colui che non vede) è un personaggio la cui biografia si trova in Erodoto (di Alicarnasso V secolo a. C.) e Plutarco (di Cheronea 50 d. C. - ivi dopo il 120) e si dice vissuto nel IX secolo a.C., ma la cui esistenza è stata a lungo messa in dubbio sollevando la secolare questione omerica.

### Antefatto
A Sparta, alla corte di Tindaro e Leda numerosi principi chiedono la mano di Elena, la donna più bella del mondo, figlia di Leda e di Zeus. La giovane principessa sceglie tra tutti, e sposa, Menelao che diventerà in seguito re della città. Ma Tindaro teme che le rivalità tra i pretendenti si riaccendano e conducano a conflitti armati.

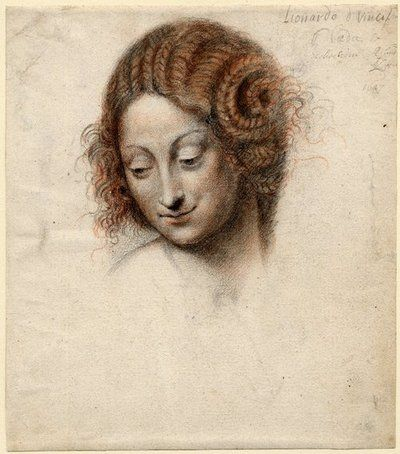
Leonardo da Vinci, testa di Leda.
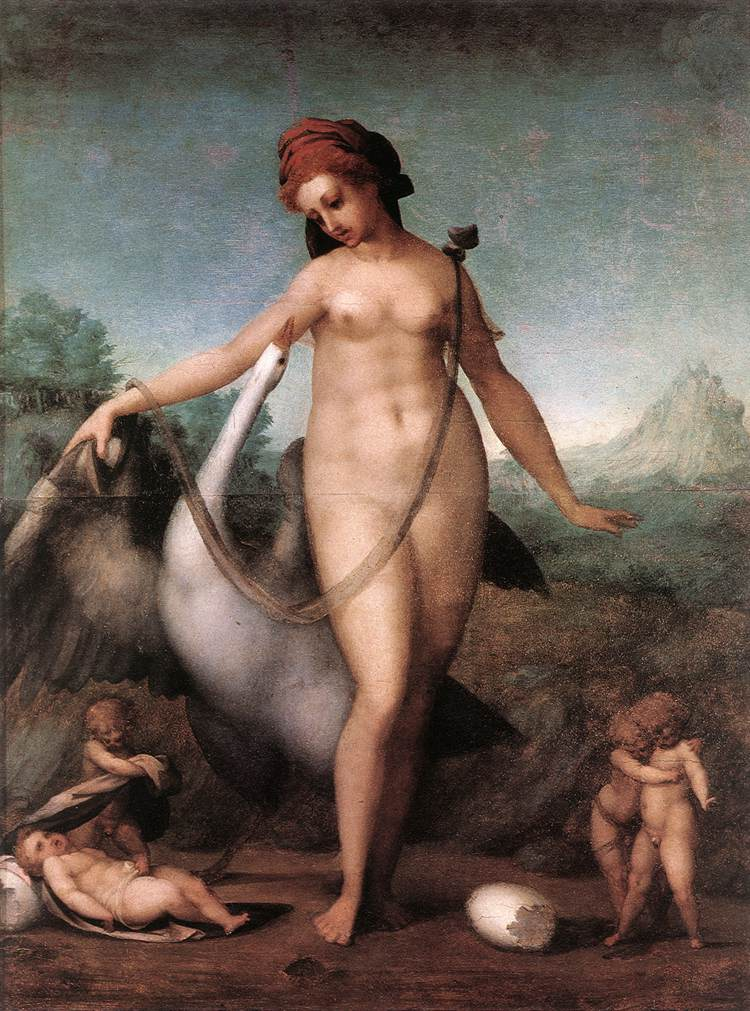
Pontormo, Leda e il cigno.
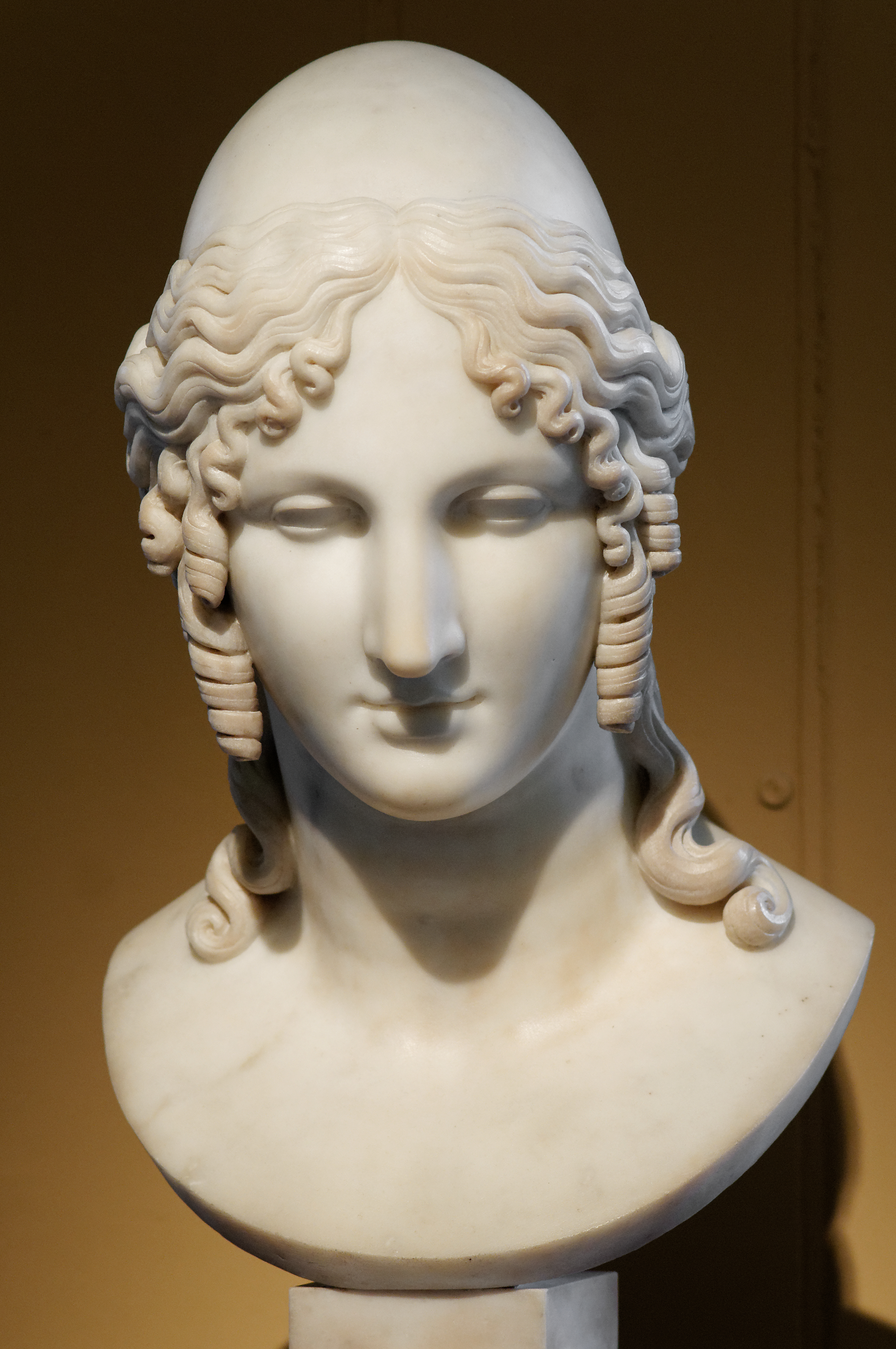
Antonio Canova, Elena di Troia, Possagno, Bassano (Vicenza).
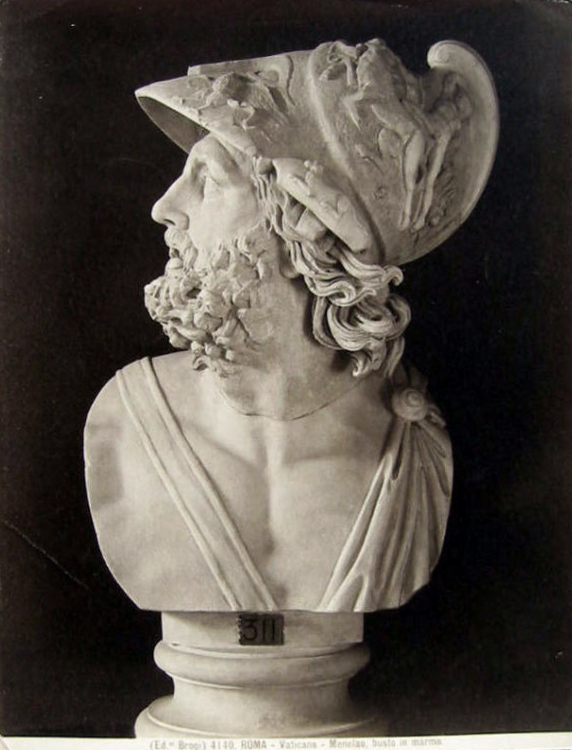
Testa in marmo di Menelao.

Per tutelare quindi la pace nel suo regno segue il consiglio di Ulisse, uno tra i pretendenti, e chiede a tutti un giuramento: qualora uno di loro fosse stato insidiato, avrebbe potuto contare sull'alleanza incondizionata degli altri. Quando, sotto il regno di Menelao, Elena viene rapita dal principe Paride e condotta a Troia alla corte del padre Priamo, l'alleanza si compatta attorno a Menelao ed Agamennone assume la carica di comandante supremo dell'armata achea.

### La guerra

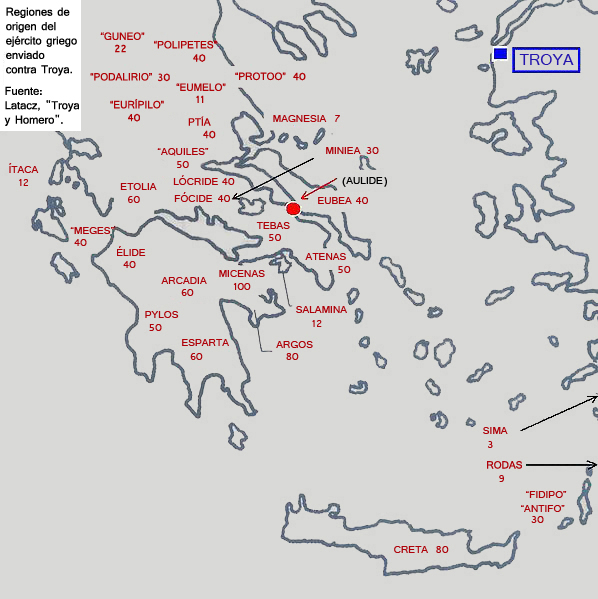
Mappa della regione interessata, evidenziando Aulide, porto di partenza delle navi achee, Sparta nel Peloponneso, Troia in Anatolia.

Agamennone raccoglie le forze greche ed organizza la flotta per salpare verso Troia. In Aulide, porto della Beozia, le navi non possono partire perché Agamennone ha offeso la dea Artemide.
Esistono diverse versioni sulle ragioni di quest'ira: nell'opera di Eschilo, Agamennone, Artemide è irata perché troppi giovani perderanno la vita sotto le mura di Troia, mentre nell'Elettra di Sofocle Agamennone ha ucciso un animale sacro ad Artemide, per vantarsi poi di essere pari alla dea, nella caccia.
Calamità comprendenti una devastante pestilenza e la prolungata assenza di vento impediscono all'esercito di salpare. Quando infine si interroga l'indovino Calcante, questi svela che l'ira della dea può essere placata solo da un sacrificio da parte di Agamennone: egli che dovrà immolare sull'altare della dea, la propria figlia Ifigenia. Convinto da Ulisse, Agamennone attira con un inganno la figlia in Aulide e si sottomette al volere della dea (secondo una versione del mito la giovane viene sacrificata, secondo un'altra versione la dea la rapisce sostituendo Ifigenia con una cerbiatta e trasportando la giovane in Tauride come sua sacerdotessa). Solo allora Artemide permette alle navi di partire. Clitennestra non perdonerà mai l'inganno né l'uccisione della figlia, aspetterà dieci anni il ritorno del marito per assassinarlo, spinta da Egisto, cugino di Agamennone, che nel frattempo è divenuto suo amante.
Le navi salpano, i guerrieri achei sbarcano sulle rive della Troade e vi pongono il loro accampamento. I troiani chiudono le porte della città e resistono all'assalto dietro le potenti mura di Ilio costruite da Poseidone, dio del mare, e Febo, dio del sole, per l'antico re Ilo, nonno di Priamo.

L'assedio si protrarrà per dieci lunghi anni, fino a quando gli achei riusciranno ad entrare in città e la metteranno a ferro e fuoco.

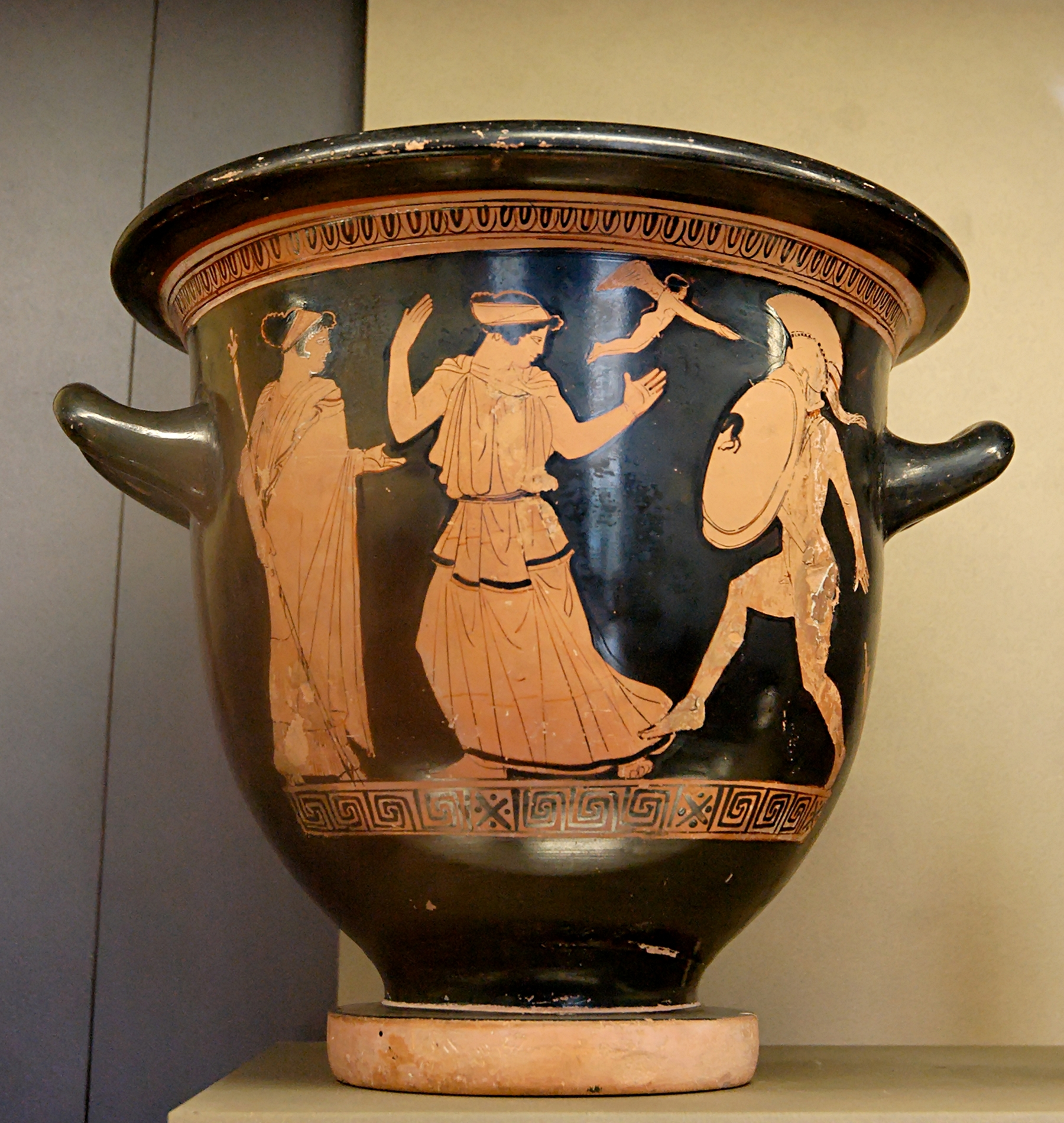
Vaso attico, durante il sacco di Troia Menelao sta per uccidere Elena, ma è sopraffatto dall'amore per lei.

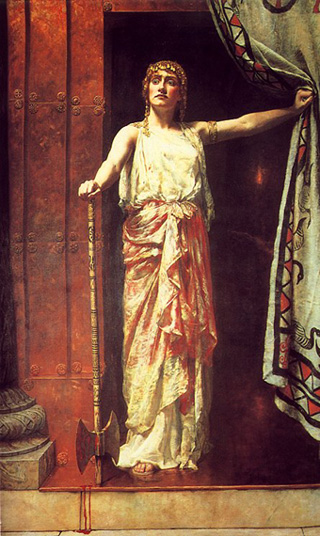
John Collier (1850-1934), Clitennestra dopo il delitto, impugna il labrys, Guildhall Art Gallery & London's Roman Amphitheatre, Londra.

L'Iliade non vuol essere un racconto dettagliato della guerra, celebra invece le vicende di 51 giorni dell'ultimo anno di guerra e si apre con la collera di Achille contro Agamennone, che ancora una volta aveva mostrato la propria tracotanza; egli infatti aveva fatto prigioniera Criseide, la bellissima figlia di Crise, sacerdote di Apollo, e aveva deciso di tenerla per sé, così, quando Crise gli si presentò per pregarlo di restituirla, egli lo insultò e lo cacciò, umiliando l'uomo e offendendo il dio. Apollo perciò si scaglia contro Agamennone, seminando dolore e morte tra i guerrieri achei, e Agamennone dovrà cedere, se vorrà por fine alla furiosa vendetta del dio. Cedette e liberò Criseide, ma pretese in cambio che gli fosse consegnata la preda di un altro dei capi achei. Prese Briseide, schiava di Achille (figlio di Peleo e della ninfa Teti), guerriero invincibile e veloce come il vento. In questo modo si apre l'ostilità tra i due e da questo momento Achille rifiuta la battaglia a fianco dei greci. Senza di lui e il suo esercito di Mirmidoni, i Greci sono in difficoltà e i Troiani giungono a minacciare le navi achee. Solo dopo la morte dell'amico Patroclo per mano del principe Ettore, Achille tornerà a combattere con l'intento di ottenere vendetta.

### Il ritorno a Micene e la morte
Durante il viaggio di ritorno Agamennone fu protetto da Era, moglie di Zeus, che salvò la sua nave da una violenta tempesta, che invece aveva investito le navi dei principi greci e aveva spinto Menelao fino in Egitto.
Clitennestra voleva vendicarsi per l'uccisione della figlia Ifigenia da parte di Agamennone stesso (sacrificio compiuto per poter partire dal porto di Aulide alla volta di Troia) e instaura una relazione amorosa con il cugino di Agamennone e suo nemico Egisto. I due amanti, uniti da un unico obiettivo, pianificheranno l'assassinio di Agamennone.

Clitennestra aveva precedentemente persuaso il marito ad accendere un falò sul monte Ida non appena avesse espugnato Troia. Una sentinella stava in piedi sul tetto del palazzo di Micene in attesa di scorgere quel fuoco; e quando lo vide, corse a comunicarlo a Clitennestra. Questa indisse grandi festeggiamenti con ricchi sacrifici agli dei, simulando riconoscenza e gioia; Egisto, intanto, approntava il suo piano, mise uno degli uomini più fidati di guardia sulla torre presso il mare e gli promise una generosa ricompensa non appena gli avesse annunciato lo sbarco di Agamennone.
Dopo il viaggio fortunoso, Agamennone sbarcò in patria. Portava con sé, come parte del bottino e come sua concubina, la principessa Cassandra, sorella di Paride e sacerdotessa di Apollo, che aveva il dono della preveggenza ma anche la maledizione divina di non essere mai creduta. All'ingresso del palazzo ella ammonì il re di non entrare presagendo l'attentato, ancora una volta non fu creduta e il re non l'ascoltò.

Secondo Pindaro e i tragici greci, Agamennone venne ucciso con un lábrys (λάβρυς), mentre si trovava solo nel bagno. Su istigazione di Egisto, la moglie lo imbrigliò prima nella rete che gli aveva gettato addosso, poi lo colpì. Subito dopo, Clitennestra si scagliò anche contro Cassandra e, con la stessa arma, la uccise. Il suo sordo rancore per il sacrificio di Ifigenia e la gelosia per Cassandra, avevano finalmente attuato la vendetta di Tieste, come era stato predetto dall'oracolo di Delfi.

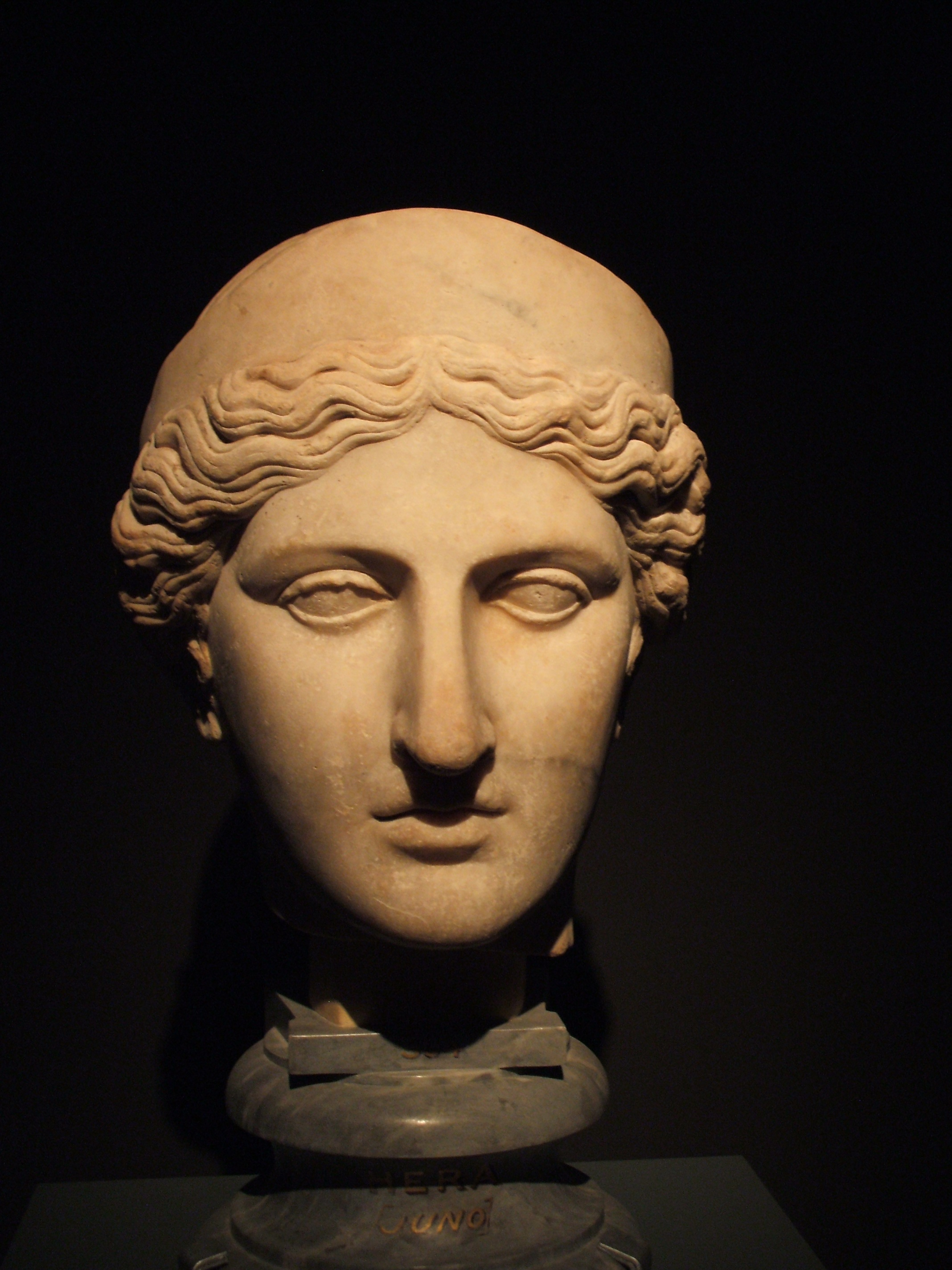
Testa di Era, versione romana di una scultura greca 420 a.C. circa.
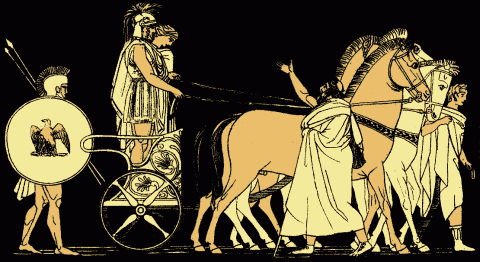
Il ritorno di Agamennone, da un'illustrazione del 1879 per Stories from the Greek Tragedians di Alfred Church.
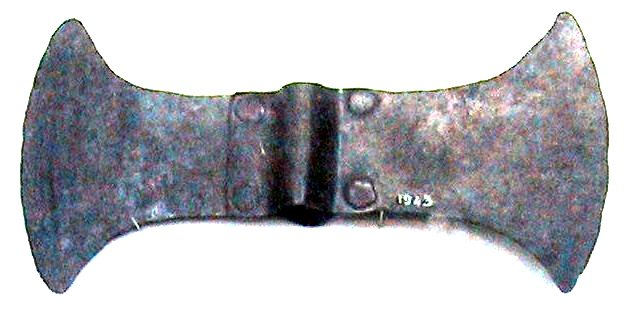
Ascia bipenne cretese in bronzo.
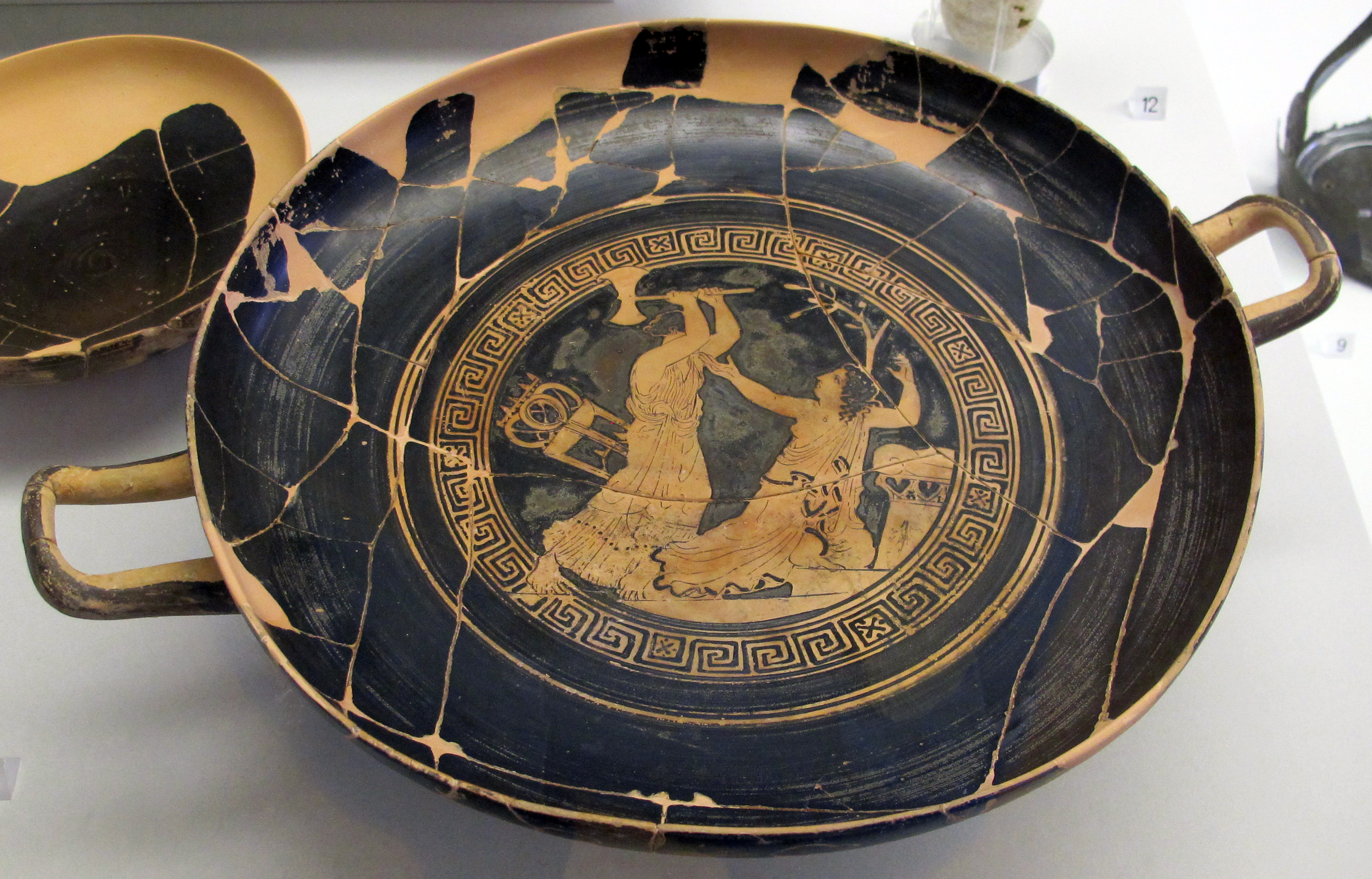
Clitennestra assale Cassandra davanti all'ara di Apollo, 425-400 ac., da tomba.

## Versioni minori del mito

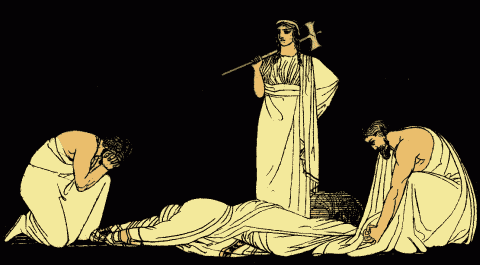
L'uccisione di Agamennone, da un'illustrazione del 1879 per Stories from the Greek Tragedians di Alfred Church.

Arginno, giovinetto greco, è citato in una rara versione del mito: di lui si era innamorato Agamennone.
Ateneo di Naucrati racconta che per fuggire alle sue profferte Arginno si gettò nel lago Copaide, in Beozia, in cui annegò. Addolorato per la sua morte Agamennone rifiutava di condurre la flotta achea da Aulide a Troia, non volendo lasciare i luoghi in cui l'aveva incontrato. Falsamente addusse la presunta ira di Artemide, per placare la quale accettò perfino il sacrificio di Ifigenia. Agamennone lo seppellì e innalzò in quei luoghi un tempio dedicato ad Afrodite. Lo stesso racconto si trova anche in Clemente di Alessandria e in Stefano di Bisanzio.

## Vittime di Agamennone nell'Iliade
Nella Guerra di Troia, Agamennone fu tra gli eroi più valorosi e che più influirono sulle perdite degli avversari, arrivando ad uccidere undici guerrieri in solo tre giorni di battaglia.
1. Odio, sovrano degli Alizoni e alleato dei Troiani nel conflitto, fratello di Epistrofo. (Omero, Iliade, libro V, versi 38-42).
2. Elato, alleato troiano, residente a Pedaso prima che venisse distrutta da Achille. (Omero, Iliade, libro VI, versi 33-35).
3. Adrasto, guerriero troiano, catturato vivo da Menelao e finito dal fratello. (Omero, Iliade, libro VI, versi 37-65).
4. Bienore, guerriero troiano, definito "pastore di popoli". (Omero, Iliade, libro XI, versi 91-93).
5. Oileo, guerriero troiano, compagno e auriga di Bienore. (Omero, Iliade, libro XI, versi 93-100).
6. Iso, figlio illegittimo di Priamo. (Omero, Iliade, libro XI, versi 101-112).
7. Antifo, figlio di Priamo e di Ecuba. (Omero, Iliade, libro XI, versi 101-112).
8. Pisandro, figlio di Antimaco e fratello di Ippoloco. Colpito di lancia al petto. (Omero, Iliade, libro XI, versi 122-147).
9. Ippoloco, figlio di Antimaco e fratello di Pisandro. Fatto letteralmente a pezzi mentre tentava di fuggire; Agamennone lo afferrò e gli tagliò entrambe le braccia e infine la testa. (Omero, Iliade, libro XI, versi 122-147).
10. Ifidamante, guerriero troiano, figlio di Antenore e Teano, fratello di Coone. (Omero, Iliade, libro XI, versi 221-247).
11. Coone, valoroso guerriero troiano, figlio maggiore di Antenore e Teano, fratello di Ifidamante. (Omero, Iliade, libro XI, versi 248-263).

## Agamennone nel teatro
- Agamennone - tragedia di Eschilo, rappresentata nel 458 a.C.
- Agamennone - tragedia di Seneca.
- Agamennone - tragedia di Vittorio Alfieri, pubblicata nel 1783.
- Ifigenia in Aulide - tragedia di Euripide scritta tra il 407 ed il 406 a.C.

## Agamennone nell'arte

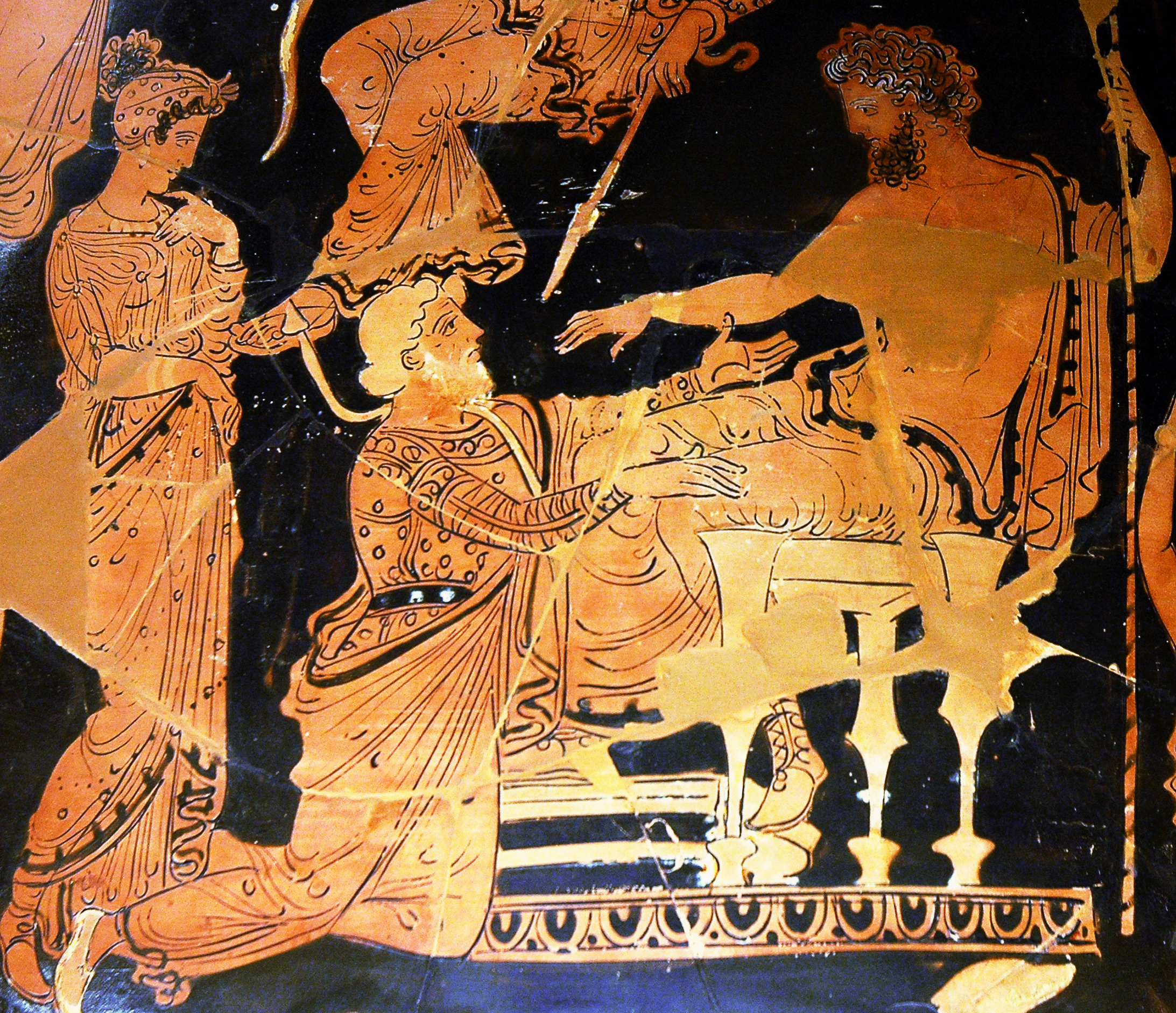
Crise tenta di riscattare Criseide (opera del 360/350 d.C. Atene).
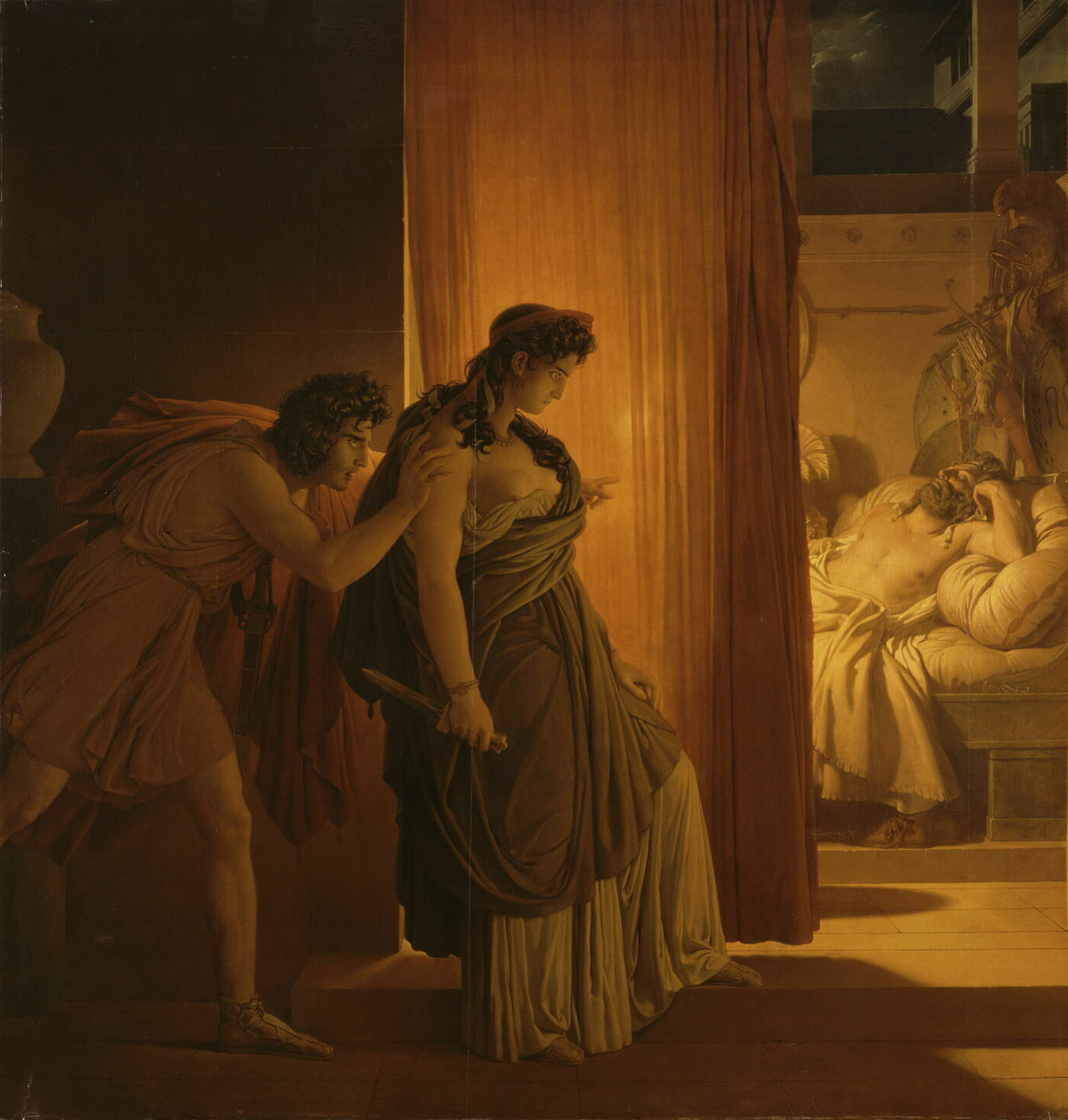
Egisto sollecita Clitennestra esitante prima di uccidere Agamennone, in un dipinto di Pierre-Narcisse Guérin.
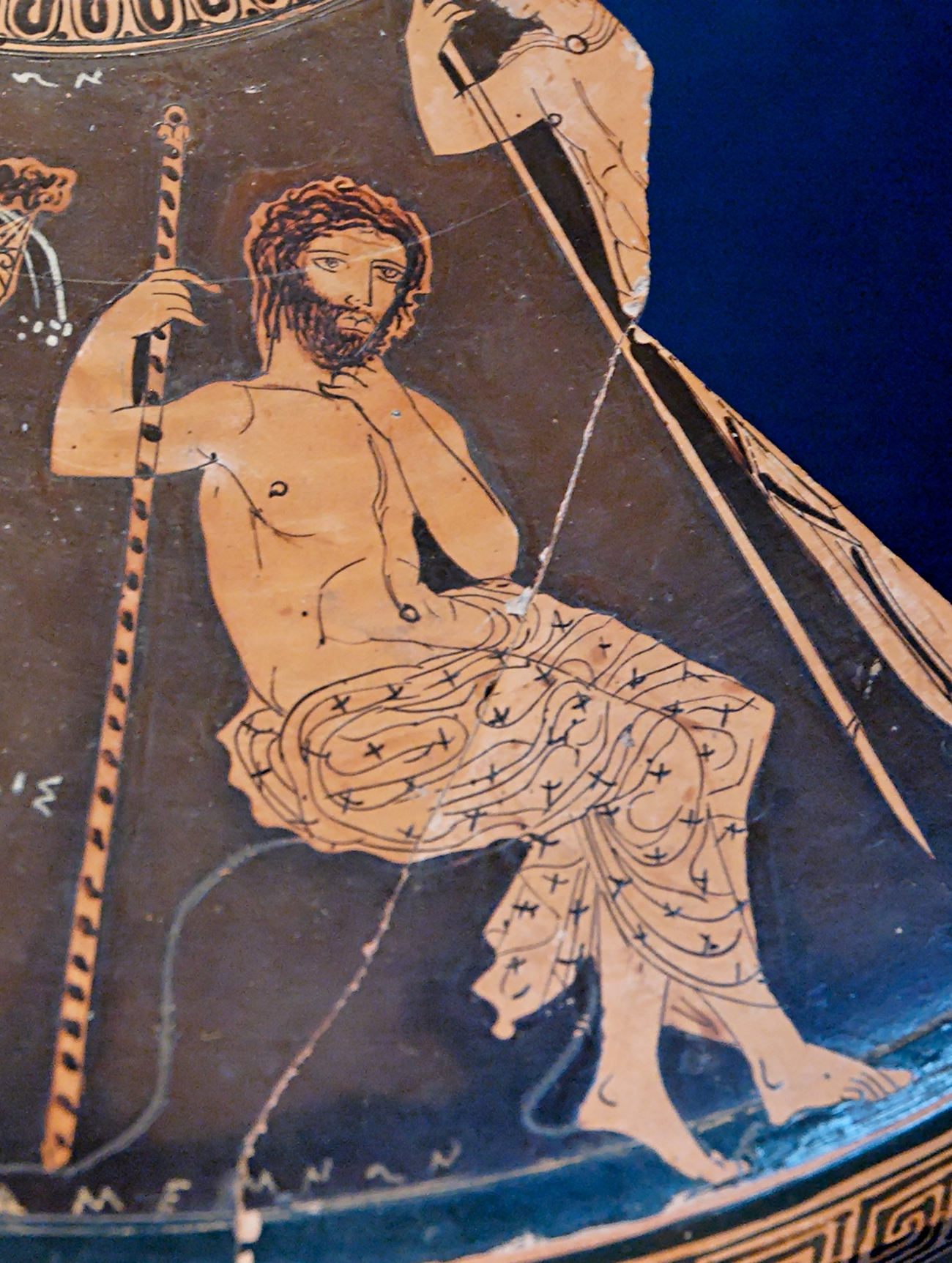
Agamennone, da un frammento conservato al Museo Nazionale Archeologico di Taranto.
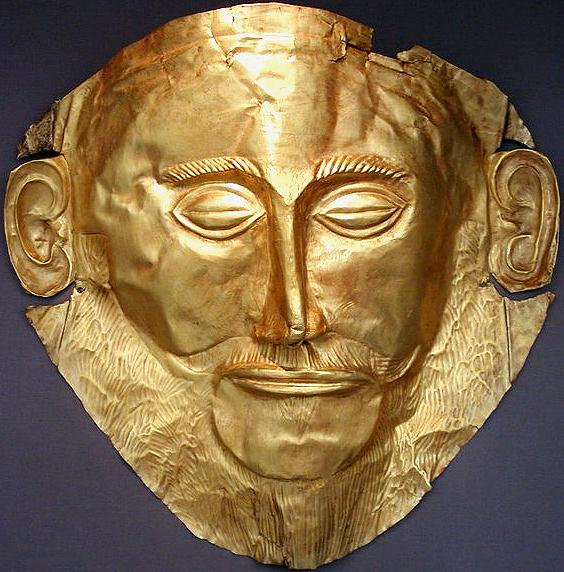
La cosiddetta "Maschera di Agamennone", scoperta da Heinrich Schliemann nel 1876 a Micene.

## Agamennone nel cinema
Agamennone è il terzo incontro nel viaggio dei protagonisti del film del 1981 Time Bandits, con la direzione registica di Terry Gilliam. Il piccolo protagonista, Kevin, finisce nella Civiltà Micenea, e nella caduta aiuta involontariamente re Agamennone a sconfiggere un guerriero minotauro; il sovrano accoglie Kevin al palazzo come amico e il ragazzino scatta diverse istantanee del luogo. Kevin però viene ritrovato dai nani, che arrivano alla corte fingendosi dei giullari per rubare gioielli e lo trascinano via con loro in un altro buco temporale contro la sua volontà.
Agamennone è interpretato da Rufus Sewell nella miniserie televisiva del 2003 Helen of Troy - Il destino di un amore.
Agamennone, interpretato da Brian Cox, è il re di Micene nonché principale antagonista nel film del 2004 Troy, liberamente tratto dall'Iliade.